# La noche del sábado (pel·lícula)
La noche del sábado és una pel·lícula dramàtica espanyola de 1950 dirigida per Rafael Gil Álvarez, basada en l'obra del mateix títol de Jacinto Benavente i protagonitzada per María Félix, Rafael Durán i José María Seoane. Els decorats foren dissenyats per Enrique Alarcón.

## Repartiment
- María Félix - Imperia
- Rafael Durán - Príncipe Miguel
- José María Seoane - Leonardo
- Manolo Fábregas - Príncipe Florencio
- María Rosa Salgado - Donina
- Virgilio Teixeira - Nunú
- Mariano Asquerino - Harrison
- Juan Espantaleón - Precepto de Preslavia
- Julia Delgado Caro - Majestad
- Luis Hurtado - Dueño del garito
- María Asquerino - Condesa
- Manuel Kayser - Padre de Imperia
- Diego Hurtado - Amigo de Nunú
- José Prada - Sirviente
- Fernando Aguirre - Fotógrafo
- Fernando Fernán Gómez - Director de orquesta
- Manuel Aguilera - Hombre en bar
- Francisco Bernal - Hombre en bar
- Antonio Fraguas
- Manuel Rosellón
- Carmen Sánchez
- José Vivó

## Premis
Medalles del Cercle d'Escriptors Cinematogràfics
| Any  | Categoria        | Pel·lícula                         | Resultat  |
| ---- | ---------------- | ---------------------------------- | --------- |
| 1950 | Millors decorats | Enrique Alarcón Sánchez-Manjavacas | Guanyador |